# Benjamin de Brichanteau
Pour les autres membres de la famille, voir Famille de Brichanteau.
Benjamin de Brichanteau, né le 19 septembre 1585 et mort le 14 juillet 1619 à Paris, est abbé de Barbeau, de Sainte-Geneviève de Paris, évêque titulaire de Philadelphie-en-Arabie, est le coadjuteur de son oncle Geoffroy de Billy et lui succède comme évêque-duc de Laon (1612-1619) et pair ecclésiastique de France.

## Sa famille
Benjamin de Brichanteau est le fils d'Antoine de Brichanteau et d'Antoinette de La Rochefoucauld. Son père est marquis de Nangis, colonel du régiment des Gardes-Françaises, amiral de France, ambassadeur, chevalier du Saint-Esprit (reçu le 7 janvier 1595), député de la noblesse de Melun aux États-généraux de Blois, et il fait partie du conseil restreint où le sort de Guise est décidé. Il est le neveu de Geoffroy de Billy, évêque duc de Laon (1598-1612) et pair ecclésiastique de France. En 1609, Geoffroy de Billy se trouvant plus que septuagénaire, demande au roi la permission de se choisir un coadjuteur pour le soulager dans ses fonctions, et obtient que son neveu maternel, Benjamin de Brichanteau soit nommé à cette place. Son frère, Philibert de Brichanteau lui succède comme évêque-duc de Laon (1620-1652) et pair ecclésiastique de France.

## Biographie

### L’abbaye de Sainte-Geneviève

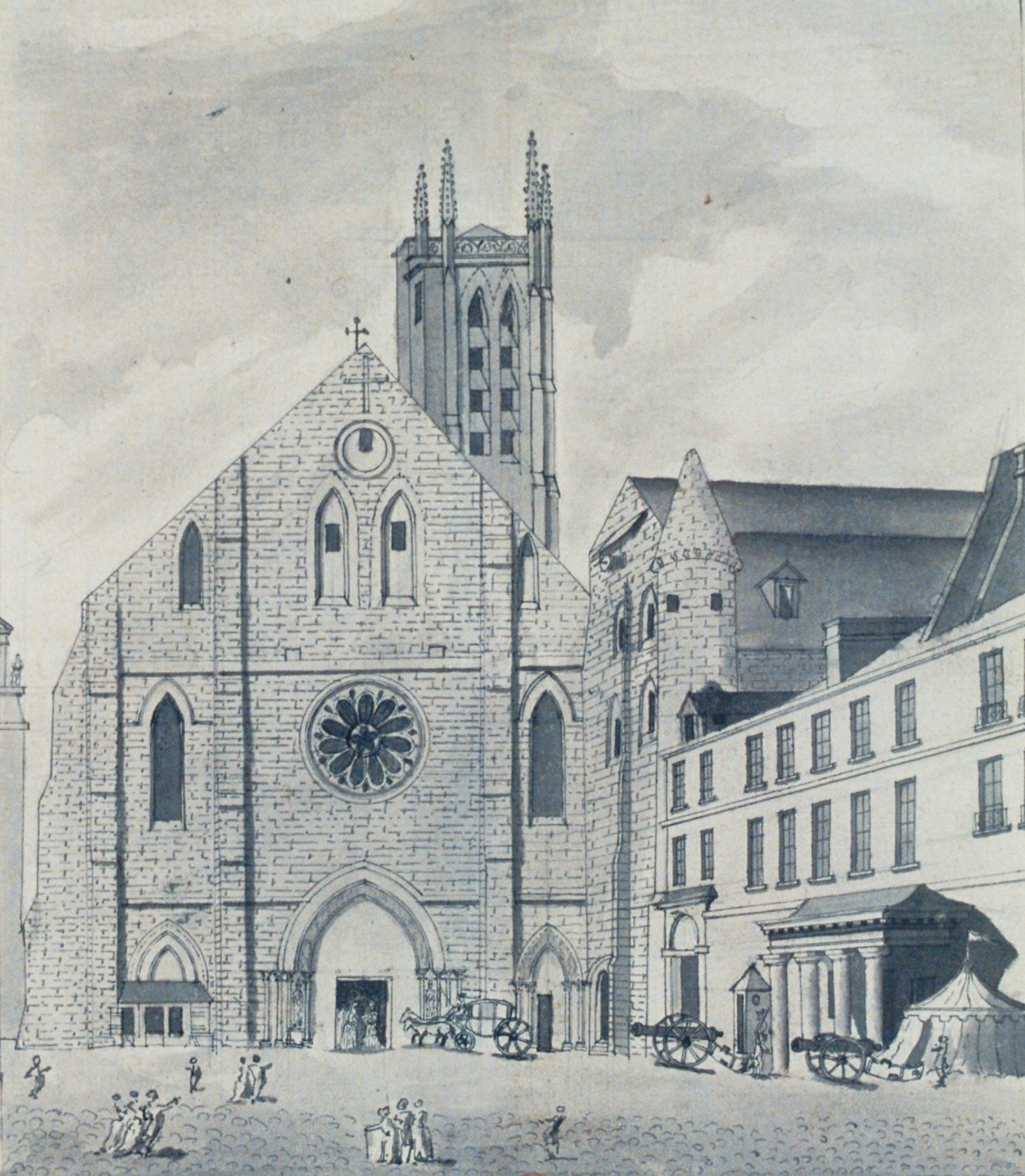
Abbaye de Sainte-Geneviève.

Benjamin de Brichanteau prend l'habit religieux à l’abbaye Sainte-Geneviève de Paris, le 14 avril 1601, et est aussitôt nommé coadjuteur de l'abbé Foulon. Il lui succède après don décès le 31 mars 1607. Il est le 34e abbé de Sainte-Geneviève entre 1607 et 1619. Le roi confirme son élection. Benjamin va recevoir les ordres à Rome.
Il est sacré par Ubaldini, en 1608 en l’église Sainte-Geneviève, en tant qu'évêque titulaire de Philadelphie-en-Arabie et coadjuteur de l’évêque de Laon. Il est pourvu également de l'abbaye de Barbeau, dans le diocèse de Sens. En 1612, il est nommé évêque de Laon. 
À sa mort, son cousin, François de La Rochefoucauld (1558-1645), cardinal, évêque de Senlis, grand aumônier de France lui succède comme abbé de  Sainte-Geneviève de Paris, du fait d'une colère d'un roi, qui déplore la décadence qui a frappé l'abbaye du temps de Benjamin de Brichanteau. Malgré les demandes du chapitre et de la famille, Philibert de Brichanteau ne succède à son frère que comme évêque-duc de Laon (1620-1652) et pair ecclésiastique de France et abbé de l'abbaye de Barbeau.

### Évêque de Laon (1612-1619)

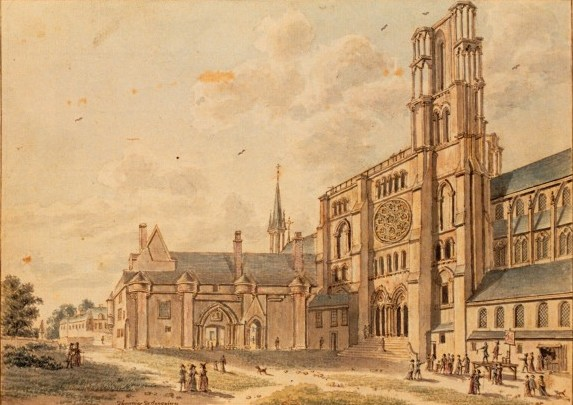
Palais épiscopal de Laon.

Benjamin de Brichanteau est le coadjuteur de son oncle Geoffroy de Billy, et lui succède comme évêque duc de Laon (1612-1619) et pair ecclésiastique de France. Il est évêque de Laon seulement de 1612 à 1619. Il reçoit ses bulles pour Laon le 28 mars 1612. Il part s’installer dans le palais épiscopal de son diocèse.
Malade, peut-être neurasthénique, il conçoit le projet de se démettre et de se retirer dans une chartreuse.
Mais il n'en a pas le temps. Attaqué d'une maladie contagieuse en 1619, selon différentes sources ou ayant mangé des abricots, selon les Mémoires de Michel de Marolles, il meurt le 14 juillet 1619 à Paris, âgé seulement de trente-cinq ans. Les médecins de l’époque parle à sa famille de la peste, car ils ne connaissent pas les causes réelles de son décès. Il est inhumé le 15 dans la crypte de l’abbaye de Sainte-Geneviève de Paris.
Sur son tombeau est écrit entre autres : Dans ce tombeau repose Benjamin de Brichanteau, évêque et duc de Laon, comte d'Anizy, pair de France, abbé et religieux profès de ce monastère. Il fut aussi remarquable par sa piété qu'il l'était par sa noblesse. Il mourut l'an 1619, le 3 des ides de juillet.